# Ёва
Ёва (яп. 養和 ё:ва, Сохранение Мира) — девиз правления (нэнго) японского императора Антоку, использовавшийся с 1181 по 1182 год .
В течение этой эры продолжалась война Тайра и Минамото (1180—1185). В сложившейся ситуации двоевластия, в стране соседствовало сразу две системы летосчисления. Род Минамото не признавал нэнго Ёва и Дзюэй и по-прежнему отсчитывал годы Дзисё (1177—1184, согласно календарю Минамото).

## Продолжительность
Начало и конец эры:
- 14-й день 7-й луны 5-го года Дзисё (по юлианскому календарю — 25 августа 1181);
- 27-й день 5-й луны 2-го года Ёва (по юлианскому календарю — 29 июня 1182).

## Происхождение
Название нэнго было заимствовано из 83-го цзюаня классического древнекитайского сочинения Хоу Ханьшу:「幸得保性命、存神養和」.

## События
даты по юлианскому календарю
- 1 января 1182 года (25-й день 11-й луны 1-го года Ёва) — Токуко, бывшая супруга покойного императора Такакура, принимает имя Кэнрэймонъин[7];
- 1181—1882 годы (1-й и 2-й годы Ёва) — голод годов Ёва (яп. 養和の飢饉 ё:ва но кикин)[8].

## В художественной литературе
Голод годов Ёва был подробно описан в повести Камо-но Тёмэя «Записки из кельи».
Два года был голод и происходили ужасные явления. Весной и летом - засуха; осенью и зимой - ураганы и наводнения. Такие бедствия шли одно за другим и злаки совсем не созревали. Весной только понапрасну пахали, летом - сеяли... был лишь один труд; жатвы же осенью не было, зимой не было оживления с уборкой хлеба. [...] Люди - все умирали с голоду, и это зрелище - как всё кругом с каждым днём идёт всё хуже и хуже...

## Сравнительная таблица
Ниже представлена таблица соответствия японского традиционного и европейского летосчисления. В скобках к номеру года японской эры указано название соответствующего года из 60-летнего цикла китайской системы гань-чжи. Японские месяцы традиционно названы лунами.
| 1-й год Ёва (Металлический Бык) | 1-я луна       | 2-я луна*  | 2-я луна (високосная) | 3-я луна* | 4-я луна | 5-я луна  | 6-я луна* | 7-я луна   | 8-я луна*   | 9-я луна   | 10-я луна* | 11-я луна  | 12-я луна*    |
| 5-й год Дзисё                   | 1-я луна       | 2-я луна*  | 2-я луна (високосная) | 3-я луна* | 4-я луна | 5-я луна  | 6-я луна* | 7-я луна   | 8-я луна*   | 9-я луна   | 10-я луна* | 11-я луна  | 12-я луна*    |
| ------------------------------- | -------------- | ---------- | --------------------- | --------- | -------- | --------- | --------- | ---------- | ----------- | ---------- | ---------- | ---------- | ------------- |
| Юлианский календарь             | 17 января 1181 | 16 февраля | 17 марта              | 16 апреля | 15 мая   | 14 июня   | 14 июля   | 12 августа | 11 сентября | 10 октября | 9 ноября   | 8 декабря  | 7 января 1182 |
| 2-й год Ёва (Водяной Тигр)      | 1-я луна       | 2-я луна*  | 3-я луна              | 4-я луна* | 5-я луна | 6-я луна* | 7-я луна  | 8-я луна   | 9-я луна*   | 10-я луна  | 11-я луна* | 12-я луна  |               |
| 6-й год Дзисё                   | 1-я луна       | 2-я луна*  | 3-я луна              | 4-я луна* | 5-я луна | 6-я луна* | 7-я луна  | 8-я луна   | 9-я луна*   | 10-я луна  | 11-я луна* | 12-я луна  |               |
| Юлианский календарь             | 5 февраля 1182 | 7 марта    | 5 апреля              | 5 мая     | 3 июня   | 3 июля    | 1 августа | 31 августа | 30 сентября | 29 октября | 28 ноября  | 27 декабря |               |

* звёздочкой отмечены короткие месяцы (луны) продолжительностью 29 дней. Остальные месяцы длятся 30 дней.